# ラグビースコットランド代表
ラグビースコットランド代表 (英語: Scotland national rugby union team) は、スコットランドラグビー協会によるラグビーユニオンのナショナルチームである。エンブレムは、スコットランドの国花であるアザミ。

## 概要
スコットランドは、ワールドラグビー史上初のテストマッチ（国際試合）勝利国である。1871年3月27日、イングランドを相手に、スコットランドのレイバーンプレイス競技場で初めてテストマッチが行われた。スコットランドが2トライ1ゴール、イングランドが1トライで、1対0でスコットランドが勝利した（当時はトライ0点、ゴール1点だった）。
ホームスタジアムは、1897年からエディンバラのインバーリース競技場だったが、1925年に同じくエディンバラに新設したマレーフィールド・スタジアムに移った。
ヨーロッパの6カ国が参加する国際ラグビー大会シックス・ネイションズの創設国の1つ。イングランド、アイルランド、ウェールズとの4か国合同チームであるブリティッシュ・アンド・アイリッシュ・ライオンズにも参加している。
ワールドカップでの成績は、主将ギャヴィン・ヘイスティングスやジョン・ジェフリーなどを擁して臨んだ1991年の4位が最高である。
ワールドカップ2019では、台風19号あけのプール最終戦まで もつれたベスト8進出を賭けて日本と対決したが、21-28でプール3位となり敗退した。スコットランドの地元紙ザ・スコッツマンの記者アラン・マッシーは、「この試合はどんな勝利よりも記憶に残る試合だ」とし、「スコットランドの負けを嘆くよりも日本を称えよう」と述べた。この大会で着用されたジャージは、襟(えり)から肩にかけて、長崎で作られた「長崎タータン」のチェック柄の生地が使われていた。
2021年11月20日、ワールドカップ2019から2年1か月ぶりに日本代表とホームスタジアムで対戦し、日本を1トライに抑え込み29-20で勝利した。

## 成績

### シックス・ネイションズ
2025年3月16日現在
|                                                                   | · イングランド   | · アイルランド   | · スコットランド   | · ウェールズ   | · フランス   | · イタリア   |
| ----------------------------------------------------------------- | ---------------- | ---------------- | ------------------ | -------------- | ------------ | ------------ |
| 試合数                                                            | 135              | 137              | 137                | 137            | 102          | 32           |
| 単独優勝（カッコ内は同時優勝）回数                                |                  |                  |                    |                |              |              |
|                                                                   | イングランドの旗 | アイルランドの旗 | スコットランドの旗 | ウェールズの旗 | フランスの旗 | イタリアの旗 |
| ホーム・ネイションズ時代                                          | 5 (4)            | 4 (4)            | 10 (3)             | 7 (4)          | 該当せず     | 該当せず     |
| ファイブ・ネイションズ時代                                        | 17 (6)           | 6 (5)            | 5 (6)              | 15 (8)         | 12 (8)       | 該当せず     |
| シックス・ネイションズ (現在)                                     | 7                | 6                | 0                  | 6              | 7            | 0            |
| 合計                                                              | 29 (10)          | 16 (9)           | 15 (9)             | 28 (12)        | 19 (8)       | 0 (0)        |
| グランドスラム（全勝優勝）回数                                    |                  |                  |                    |                |              |              |
|                                                                   | イングランドの旗 | アイルランドの旗 | スコットランドの旗 | ウェールズの旗 | フランスの旗 | イタリアの旗 |
| ホーム・ネイションズ時代                                          | 0                | 0                | 0                  | 2              | 該当せず     | 該当せず     |
| ファイブ・ネイションズ時代                                        | 11               | 1                | 3                  | 6              | 6            | 該当せず     |
| シックス・ネイションズ (現在)                                     | 2                | 3                | 0                  | 4              | 4            | 0            |
| 合計                                                              | 14               | 4                | 3                  | 12             | 10           | 0            |
| トリプルクラウン（ホーム・ネーションズ（英4か国）内での全勝）回数 |                  |                  |                    |                |              |              |
|                                                                   | イングランドの旗 | アイルランドの旗 | スコットランドの旗 | ウェールズの旗 | フランスの旗 | イタリアの旗 |
| ホーム・ネイションズ時代                                          | 5                | 2                | 7                  | 6              | 該当せず     | 該当せず     |
| ファイブ・ネイションズ時代                                        | 16               | 4                | 3                  | 11             | 該当せず     | 該当せず     |
| シックス・ネイションズ (現在)                                     | 5                | 8                | 0                  | 5              | 該当せず     | 該当せず     |
| 合計                                                              | 26               | 14               | 10                 | 22             | 該当せず     | 該当せず     |
| ウドゥン・スプーン（最下位チーム賞）回数                          |                  |                  |                    |                |              |              |
|                                                                   | イングランドの旗 | アイルランドの旗 | スコットランドの旗 | ウェールズの旗 | フランスの旗 | イタリアの旗 |
| ホーム・ネイションズ時代                                          | 7                | 10               | 5                  | 6              | 該当せず     | 該当せず     |
| ファイブ・ネイションズ時代                                        | 10               | 15               | 15                 | 10             | 12           | 該当せず     |
| シックス・ネイションズ (現在)                                     | 0                | 0                | 4                  | 3              | 1            | 18           |
| 合計                                                              | 17               | 25               | 24                 | 19             | 13           | 18           |

### ラグビーワールドカップ
- 1987年 - ベスト8
- 1991年 - 4位
- 1995年 - ベスト8
- 1999年 - ベスト8
- 2003年 - ベスト8
- 2007年 - ベスト8
- 2011年 - プール戦敗退
- 2015年 - ベスト8
- 2019年 - プール戦敗退
- 2023年 - プール戦敗退
- 2027年 -  出場権獲得

## 選手

### 現在の代表
スコットランド代表スコッド
- ヘッドコーチ :  グレガー・タウンゼンド
- キャプテン : ロリー・ダージ

| 選手                           | ポジション     | 誕生日 (年齢)          | キャップ | チーム                   |
| ------------------------------ | -------------- | ---------------------- | -------- | ------------------------ |
| イワン・アシュマン             | フッカー       | 2000年4月3日（25歳）   | 27       | エディンバラ             |
| パトリック・ハリソン           | フッカー       | 2002年6月20日（22歳）  | 3        | エディンバラ             |
| ジョージ・ターナー             | フッカー       | 1992年8月10日（32歳）  | 45       | 無所属                   |
| アペック・ヘップバーン         | プロップ       | 1993年3月30日（32歳）  | 4        | スカーレッツ             |
| ウィル・ハード                 | プロップ       | 1999年6月29日（25歳）  | 8        | レスター・タイガース     |
| ネイサン・マクベス             | プロップ       | 1998年6月8日（27歳）   | 2        | グラスゴー・ウォリアーズ |
| エリオット・ミラー＝ミルズ     | プロップ       | 1992年7月8日（32歳）   | 7        | ノーサンプトン・セインツ |
| フィン・リチャードソン         | プロップ       | 1998年9月16日（26歳）  | 0        | グラスゴー・ウォリアーズ |
| ローリー・サザーランド         | プロップ       | 1992年8月24日（32歳）  | 41       | グラスゴー・ウォリアーズ |
| グレゴー・ブラウン             | ロック         | 2001年7月1日（23歳）   | 9        | グラスゴー・ウォリアーズ |
| グラント・ギルクリスト         | ロック         | 1990年8月9日（34歳）   | 80       | エディンバラ             |
| キャメロン・ヘンダーソン       | ロック         | 2000年1月13日（25歳）  | 1        | レスター・タイガース     |
| マーシャル・サイクス           | ロック         | 1999年12月29日（25歳） | 2        | エディンバラ             |
| マックス・ウィリアムソン       | ロック         | 2002年8月5日（22歳）   | 6        | グラスゴー・ウォリアーズ |
| ジョシュ・ベイリス             | バックロー     | 1997年9月18日（27歳）  | 10       | バース                   |
| ロリー・ダージ ()              | バックロー     | 2000年2月23日（25歳）  | 30       | グラスゴー・ウォリアーズ |
| マット・ファーガソン           | バックロー     | 1998年7月16日（26歳）  | 55       | グラスゴー・ウォリアーズ |
| アレックス・マシバカ           | バックロー     | 2001年8月9日（23歳）   | 0        | ソヨー・アングレーム     |
| ベン・マンカスター             | バックロー     | 2001年10月14日（23歳） | 2        | エディンバラ             |
| アンディ・クリスティ           | バックロー     | 1999年3月22日（26歳）  | 8        | サラセンズ               |
| ジェイミー・リッチー           | バックロー     | 1996年8月16日（28歳）  | 59       | エディンバラ             |
| ジェミー・ドビー               | スクラムハーフ | 2001年6月7日（24歳）   | 12       | グラスゴー・ウォリアーズ |
| ジョージ・ホーン               | スクラムハーフ | 1995年5月12日（30歳）  | 36       | グラスゴー・ウォリアーズ |
| ベン・ホワイト                 | スクラムハーフ | 1998年5月27日（27歳）  | 29       | RCトゥーロン             |
| フェーガス・ブルケ             | フライハーフ   | 1999年9月3日（25歳）   | 0        | サラセンズ               |
| アダム・ヘイスティングス       | フライハーフ   | 1996年10月5日（28歳）  | 32       | グラスゴー・ウォリアーズ |
| トム・ジョーダン               | フライハーフ   | 1998年9月18日（26歳）  | 8        | グラスゴー・ウォリアーズ |
| マット・カーリー               | センター       | 2001年2月22日（24歳）  | 4        | エディンバラ             |
| スタッフォード・マクドウォール | センター       | 1998年2月24日（27歳）  | 13       | グラスゴー・ウォリアーズ |
| キャメロン・レッドパス         | センター       | 1999年12月23日（25歳） | 14       | バース                   |
| ダーシー・グレアム             | ウイング       | 1997年6月21日（27歳）  | 46       | エディンバラ             |
| アーロン・レード               | ウイング       | 1999年7月10日（25歳）  | 3        | セール・シャークス       |
| カイル・ロウ                   | ウイング       | 1998年2月8日（27歳）   | 12       | グラスゴー・ウォリアーズ |
| カイル・ステイン               | ウイング       | 1994年1月29日（31歳）  | 23       | グラスゴー・ウォリアーズ |
| ハリー・パターソン             | フルバック     | 2001年6月28日（23歳）  | 3        | エディンバラ             |
| オリー・スミス                 | フルバック     | 2000年8月7日（24歳）   | 9        | グラスゴー・ウォリアーズ |

※所属、 キャップ数(Cap)は2025年6月12日現在

## ワールドラグビー男子ランキング
ワールドラグビーが発表するデータにもとづく。
| ワールドラグビー男子ランキング 上位30チーム（2025年5月26日時点） | ワールドラグビー男子ランキング 上位30チーム（2025年5月26日時点） | ワールドラグビー男子ランキング 上位30チーム（2025年5月26日時点） | ワールドラグビー男子ランキング 上位30チーム（2025年5月26日時点） |
| 順位                                                             | 変動*                                                            | チーム                                                           | ポイント                                                         |
| ---------------------------------------------------------------- | ---------------------------------------------------------------- | ---------------------------------------------------------------- | ---------------------------------------------------------------- |
| 1                                                                | 増減なし                                                         | 南アフリカ共和国                                                 | 092.78                                                           |
| 2                                                                | 増減なし                                                         | ニュージーランド                                                 | 090.36                                                           |
| 3                                                                | 増減なし                                                         | アイルランド                                                     | 089.83                                                           |
| 4                                                                | 増減なし                                                         | フランス                                                         | 089.51                                                           |
| 5                                                                | 増減なし                                                         | アルゼンチン                                                     | 084.97                                                           |
| 6                                                                | 増減なし                                                         | イングランド                                                     | 084.73                                                           |
| 7                                                                | 増減なし                                                         | スコットランド                                                   | 082.36                                                           |
| 8                                                                | 増減なし                                                         | オーストラリア                                                   | 081.52                                                           |
| 9                                                                | 増減なし                                                         | フィジー                                                         | 080.07                                                           |
| 10                                                               | 増減なし                                                         | イタリア                                                         | 077.77                                                           |
| 11                                                               | 増減なし                                                         | ジョージア                                                       | 074.69                                                           |
| 12                                                               | 増減なし                                                         | ウェールズ                                                       | 073.39                                                           |
| 13                                                               | 増減なし                                                         | 日本                                                             | 072.95                                                           |
| 14                                                               | 増減なし                                                         | サモア                                                           | 072.68                                                           |
| 15                                                               | 増減なし                                                         | アメリカ合衆国                                                   | 070.02                                                           |
| 16                                                               | 増減なし                                                         | スペイン                                                         | 067.34                                                           |
| 17                                                               | 増減なし                                                         | ウルグアイ                                                       | 067.06                                                           |
| 18                                                               | 増減なし                                                         | ポルトガル                                                       | 066.44                                                           |
| 19                                                               | 増減なし                                                         | トンガ                                                           | 065.46                                                           |
| 20                                                               | 増減なし                                                         | ルーマニア                                                       | 064.61                                                           |
| 21                                                               | 増減なし                                                         | チリ                                                             | 061.72                                                           |
| 22                                                               | 増減なし                                                         | ベルギー                                                         | 059.98                                                           |
| 23                                                               | 増減なし                                                         | カナダ                                                           | 059.49                                                           |
| 24                                                               | 増減なし                                                         | 香港                                                             | 059.18                                                           |
| 25                                                               | 増減なし                                                         | ナミビア                                                         | 057.87                                                           |
| 26                                                               | 増減なし                                                         | ジンバブエ                                                       | 057.16                                                           |
| 27                                                               | 増減なし                                                         | オランダ                                                         | 057.01                                                           |
| 28                                                               | 増減なし                                                         | ブラジル                                                         | 056.53                                                           |
| 29                                                               | 増減なし                                                         | スイス                                                           | 055.26                                                           |
| 30                                                               | 1                                                                | ポーランド                                                       | 054.06                                                           |
| *前週からの変動                                                  |                                                                  |                                                                  |                                                                  |
| スコットランドのランキングの推移                                 |                                                                  |                                                                  |                                                                  |
| 生のグラフデータを参照/編集してください.                         |                                                                  |                                                                  |                                                                  |
| 出典: ワールドラグビー 推移グラフの最終更新: 2025年5月26日       |                                                                  |                                                                  |                                                                  |
|                                                                  | 現在、技術上の問題で一時的にグラフが表示されなくなっています。   |                                                                  |                                                                  |